# Lars Lindgren (1926–1986)
Lars Lindgren, ursprungligen Blomberg, född 4 december 1926 i Köpenhamn i Danmark, död 22 juli 1986 i Lidingö församling i Stockholms län, var en svensk ingenjör och medarbetare i Tre Lindgren AB, som sedermera gick upp i våra dagars Astrid Lindgren AB.

## Biografi
Lars Lindgren var utomäktenskaplig son till tidningsmannen Reinhold Blomberg och författaren Astrid Lindgren. Han föddes på Rigshospitalet i Köpenhamn där kvinnor tilläts föda utan att behöva avslöja faderns namn. Sina första tre år tillbringade han i Brønshøj utanför Köpenhamn som fosterson hos fru Stevens. Detta skedde eftersom fadern, som låg i skilsmässa, riskerade åtal för horsbrott och modern valt att lämna hemstaden Vimmerby. I efterhand fick Lars Lindgren dock ställning som trolovningsbarn och därmed arvsrätt efter sin far. Efter några månader hos modern i Stockholm och drygt ett år hos morföräldrarna i Näs utanför Vimmerby kunde han som femåring definitivt återförenas med modern när hon gifte sig med direktören Sture Lindgren, vars efternamn han också fick.
Omständigheterna kring Lars Lindgrens tillblivelse och tidiga barnaår anses ha haft betydelse för melankolin i moderns författarskap och hennes återkommande berättelser om övergivna pojkar som söker och slutligen också finner en fadersgestalt. "Författare hade jag nog blivit i alla fall, men inte en världsberömd författare", har hon själv kommenterat saken.
I unga år utbildade han sig till ingenjör. Han drev bolaget Tre Lindgren AB 1968–1986, vilket bevakade upphovsrättsliga och finansiella frågor när det gäller Astrid Lindgrens verk i form av teater och film. I bolaget samarbetade han med modern och hustrun Marianne Lindgren, därav namnet Tre Lindgren. Bolaget slogs senare samman med Saltkråkan AB som även bevakar Astrid Lindgrens litterära upphovsrätt.

### Familj
Lars Lindgren var halvbror till översättaren Karin Nyman. Han var också systerson till Gunnar Ericsson, Stina Hergin och Ingegerd Lindström. Vidare är han morbror till Nils Nyman och Olle Nyman.
Lindgren var 1950–1961 gift med ingenjören Inger Wingren (1930–2015) och fick med henne sonen Mats. Från 1961 till sin död var han gift med Marianne Johansson (1937–1995) och fick med henne dottern Annika och sonen Anders. Barnen är engagerade i de olika Astrid Lindgren-bolagen, där mest Annika Lindgren varit ett ansikte utåt i sin roll som förläggare.
Han avled av en hjärntumör och är begravd på gamla delen av Lidingö kyrkogård tillsammans med andra hustrun.